# Tullio Maruzzo
Marcello Maruzzo, in religione Tullio (Arcugnano, 23 luglio 1929 – Los Amates, 1º luglio 1981), è stato un presbitero italiano dell'ordine dei frati minori. È stato beatificato da papa Francesco nel 2018.

## Biografia
Marcello Maruzzo nacque nel 1929 a Lapio, frazione di Arcugnano, in una famiglia di poveri contadini.
Educato sin da bambino ad una profonda fede cristiana, decise di entrare, all'età di dieci anni, nell'Ordine dei Frati minori di Chiampo insieme al fratello gemello Daniele.
Il 21 giugno 1953, ricevettero entrambi l'ordinazione sacerdotale dal cardinale Angelo Giuseppe Roncalli, futuro papa Giovanni XXIII.
Nel 1945 vestirono l'abito francescano, mentre nel 1951 emisero la professione solenne a partire dalla quale Marcello assumerà il nome di "frate Tullio".
Nel 1956 suo fratello partì come missionario in America Centrale, mentre lui dovrà attendere quattro anni per poter lasciare l'Italia e svolgere la sua attività di evangelizzazione.
Così, nel 1960, padre Tullio partì per il Guatemala e iniziò la sua missione nel dipartimento di Izabal.
Si trovò in una zona di forte emigrazione, caratterizzata da una povertà estrema, in cui la terra veniva strappata alla foresta tropicale e che una volta disboscata, diveniva una buona occasione per i latifondisti, che cercavano in tutti i modi di appropriarsene a danno dei campesinos.
Inizialmente si stabilì a Puerto Barrios, imparando lo spagnolo affinché potesse comunicare con le comunità locali. Annunciava il Vangelo agli ultimi, divenendo amico dei poveri e dei senzatetto.
Era sempre disponibile alle loro necessità: celebrava la Messa, si spostava da un villaggio all'altro, lavorava con la Caritas locale distribuendo il necessario ai poveri, difendeva i diritti dei campesinos.
Al termine di una riunione del Cursillos de Cristianidad tenutasi il 1 luglio 1981, viene ucciso assieme al catechista Luis Obdulio Arroyo Navarro.
Papa Francesco ha dato disposizione, il 9 ottobre 2017, di promulgare il decreto attestante il loro martirio, riconoscendo che tale omicidio è stato perpetuato in odium fidei.
Il 28 ottobre 2018 è stato beatificato durante una celebrazione presieduta dal cardinale Giovanni Angelo Becciu, prefetto della Congregazione per le Cause dei Santi e delegato del Santo Padre.